# Crytea bigilvata
Crytea bigilvata är en stekelart som beskrevs av Heinrich 1968. Crytea bigilvata ingår i släktet Crytea och familjen brokparasitsteklar. Inga underarter finns listade i Catalogue of Life.